# Julien Panchot
Julien Panchot o Julià Panchot (Cànoes, 20 de juny del 1901 - Vallmanya, 2 d'agost del 1944) va ser un combatent de la Resistència francesa de la Segona Guerra Mundial amb l'àlies Prosper. Pagès i militant comunista, organitzà un grup de combatents FTPF a la Catalunya del Nord i morí en un enfrontament amb les tropes alemanyes que seria coneguda com a massacre de Vallmanya.

## Biografia
Militant comunista convençut, la implicació de Panchot en la lluita contra el totalitarisme començà a la guerra d'Espanya: en una missió d'ajuda a l'Espanya republicana, en Julien i el seu germà Barthélemy Panchot foren detinguts per soldats italians i passaren mesos en presons franquistes.
Durant la segona guerra mundial era el capità sotscap del maquis "Henri Barbusse" dels Franc Tireur et Partisans Français, aquests darrers, els grups armats que els comunistes francesos organitzaren per lluitar contra els invasors alemanys. El seu germà Barthélemy també en formava part. Després del fracàs d'una operació similar a Perpinyà, al juliol del 1944 el grup d'en Panchot assaltà la vila de Prada de Conflent per aconseguir fons econòmics, i hi matà tres col·laboracionistes. També hi feren tres presoners (un soldat alemany i un gendarme i un civil francesos), que foren portats a la Pinosa (vall de la Rabassa, a la falda sud del Canigó), jutjats i afusellats. En revenja, les forces d'ocupació i la milícia francesa emprengueren una expedició de càstig contra el poble miner de Vallmanya, que tingué lloc entre el 29 de juliol i el 3 d'agost. Per tal que els seus habitants poguessin evacuar-lo, un grup conjunt de resistents i d'exiliats republicans espanyols en cobriren la fugida emboscant els atacants. Quatre persones (dos avis impossibilitats i dos republicans espanyols) que restaren al poble foren torturades i executades sumàriament, una embarassada fou violada en presència dels seus fills; el poble fou saquejat i cremat però la resta dels 150 pobladors en sortiren estalvis.
Entre el 2 i el 3 d'agost, els resistents i els republicans espanyols foren atacats al seu refugi de la Pinosa (un llogaret de Vallmanya) per nombroses forces enemigues procedents del refugi de Cortalets, de Vallmanya i dels Banys. Encara que el maquis es dispersà, Panchot fou ferit en una cama i capturat, i després de ser cruelment torturat, va ser afusellat assegut davant d'un mur. Els resistents supervivents es reagruparen al nord del coll de Jau.
Julien Panchot fou considerat un heroi de guerra en el seu moment: Perpinyà li dedicà una avinguda, Alenyà, Illa, Palau del Vidre, Sant Genís de Fontanes i Toluges carrers, i el seu Cànoes natal una escola.